# San José (Schiff, 1700)
Die San José war ein 64-Kanonen-Linienschiff (Zweidecker) der gleichnamigen Klasse der  Armada del Guardia de la Carrera de la Indias der spanischen Marine, das von 1700 bis 1708 in Dienst stand.

## Geschichte
Die spätere San José wurde zusammen mit ihrem Schwesterschiff San Joaquín am 23. Dezember 1694 als Capitana (Flaggschiff) und Almiranta (Vize-Flaggschiff) für die Armada del Guardia de la Carrera de la Indias bestellt. Das Schiff wurde 1697 bei der Mapil-Werft in Usurbil auf Kiel gelegt. Der Stapellauf erfolgte 1698 und die Indienststellung nach Überführung nach Cádiz, unter dem Kommando von Capitán de navío Diego Asensio de Vicuña, im Februar 1700.
Nach ihrer Indienststellung war das Schiff bis Frühjahr 1706 während des Spanischen Erbfolgekrieges in spanischen Gewässern aktiv. Darunter bei der Verteidigung von Cádiz im Jahr 1702 und zum Ende der Belagerung von Gibraltar im März 1705. Im Folgejahr am 10. März 1706 verließen die San José, ihr Schwesterschiff und das Kaperschiff Santa Cruz, welche als Sicherung eines zehn Handelsschiffe starken Geleitzuges eingesetzt waren, den Hafen von Cádiz mit dem Ziel Cartagena de Indias. Mit an Bord war Manuel de Oms y de Santa Pau, der Marqués de Castelldosrius und neue Vizekönig von Peru sowie der Erzbischof von Santa Fe. Die Flotte erreichte am 27. April ohne Zwischenfälle sicher ihr Ziel. Dort blieb das Schiff, bis es am 5. Januar 1708 als Teil einer Flotte nach Portobelo in Panama auslief, wo sie am 10. Februar eintraf. Hier wurde sie mit 344 Tonnen Gold- und Silbermünzen sowie 116 Kisten mit Smaragden aus Peru beladen und verließ am 28. Mai Portobelo wieder in Richtung Cartagena de Indias. Die Silberflotte bestand aus 14 Handelsschiffen und drei Kriegsschiffen.
16 Seemeilen (rund 30 Kilometer) vor dem Hafen von Cartagena kam es am 8. Juni 1708 zum Seegefecht mit vier britischen Kriegsschiffen unter dem Kommando von Charles Wager. Seit 1701 befand sich Spanien im Rahmen des Spanischen Erbfolgekrieges im Kriegszustand mit Großbritannien. Britische Kriegsschiffe versuchten dabei immer wieder die spanischen Silberflotten zu kapern. Während des fast zehn Stunden dauernden Seegefechtes vor Cartagena de Indias (englisch Wager’s Action, spanisch Batalla de Barú) wurde die San José in Brand geschossen und sank nach einer Explosion ihrer Pulverkammer. 578 Seeleute, Soldaten und Passagiere fanden dabei den Tod, nur elf Überlebende wurden später gerettet.

## Das Wrack
Der heutige Wert der Ladung wird auf mehrere Milliarden Euro geschätzt. Dieser enorme Wert befeuerte die Suche nach dem Wrack. Eine private Suchfirma schloss mit dem kolumbianischen Staat 1979 einen Vertrag, der ihr im Erfolgsfall einen Anteil am Fund zusicherte. 1981 verkündete die Firma, man habe das Gebiet, in dem das Schiff liege, lokalisiert. Dies wurde von Kolumbien aber nicht bestätigt. Die Gruppe wurde später vom amerikanischen Investorenkonsortium Sea Search Armada übernommen, das den Staat Kolumbien wegen angeblichen Vertragsbruchs auf Schadensersatz in Höhe von mehreren Milliarden Dollar verklagte. Nach jahrelangen juristischen Auseinandersetzungen entschied ein US-Gericht jedoch im Jahr 2011, das Schiff gehöre Kolumbien.
Anfang Dezember 2015 gab Kolumbiens Staatspräsident Juan Manuel Santos bekannt, ein Team internationaler Experten des Nationalen Archäologischen Instituts und der Marine habe das Wrack am 27. November 2015 mit Hilfe von Schallortung nahe der Halbinsel Barú (unweit der Islas del Rosario) vor Cartagena gefunden und zweifelsfrei identifiziert. In Cartagena soll nun ein Museum gebaut werden, um nach der Bergung den Schatz auszustellen. Archäologen protestieren dagegen, dass ein Teil der Funde jedoch verkauft werden soll.
Der Wert des Wracks wird 2017 auf 3–17 Milliarden US-Dollar (2,67–15,15 Mrd. Euro) geschätzt. Wem das Schiff gehört, ist umstritten: Gemäß einer UNESCO-Konvention über den Schutz von Gütern auf dem Meeresgrund dem Herkunftsland, also Spanien. Doch Kolumbien hat diese Konvention nicht unterzeichnet. Auch die einheimische bolivianische Volksgruppe der Qhara Qhara erhebt Anspruch auf den Schatz. Deren Vorfahren seien im 16. Jahrhundert zur Zwangsarbeit in den spanischen Minen gezwungen worden. Neben Gold, Silber und Edelsteinen gehören dazu chinesisches Porzellan und auch die alten Kanonen sind von Wert. Das kolumbianische Institut für Anthropologie und Geschichte (ICANH) kündigte 2024 als ersten Schritt eine Erkundung des Wracks mit ferngesteuerten Sensoren und als zweiten Schritt die Erstellung eines Katalogs der Fundstücke auf dem Meeresboden an.
2022 entdeckte man in der Nähe der San José zwei weitere Wracks. Das Boot und der Schoner sollen aus derselben Zeit stammen.

## Bemerkungen
1. ↑  Die San José wird in verschiedenen Quellen oft als Galeón (Galeone) angesprochen. Dieses bezeichnete aber zu ihrer Dienstzeit im Spanischen nicht den Schiffstyp, sondern jedes große spanische Schiff, welches Handelswaren und Schätze aus den Kolonien nach Europa beförderte.